# 楊文熙
楊文熙，字敬亭，號乾菴，廣東瓊州府瓊山縣（今屬海南省）人，清朝政治人物。進士出身。

## 生平
祖父楊信川為廩生，家裡非常貧困，楊文熙少時在私塾讀書，勤奮遠勝於同學。他天資聰穎，作文提筆立就，聲名大噪，然而科考卻屢次受挫。後來任雷瓊兵備道的探花蘇敬衡來瓊山查看風習，方將楊文熙拔取第一，並招入官署親自教授點撥。楊文熙學問由是更加深厚，終於在道光二十六年（1846年）考中甲辰科舉人，次年聯捷丁未科張之萬榜二甲進士。籤分雲南即用知縣，署呈貢縣事，政績卓著。曾充任鄉試同考官，所取皆知名之士。不久，補嶍峨（今峨山彝族自治县）知縣，卒於任內。身後蕭然，無錢歸葬，當地紳民集資將其葬於滇城西郊。民國《瓊山縣志》有傳。